# 长蕊淫羊藿
长蕊淫羊藿（学名：Epimedium dolichostemon）为小檗科淫羊藿属下的一个种。

## 扩展阅读
維基物種上的相關：长蕊淫羊藿